# CENTROCOOP
Centrocoop (Uniunea Națională a Cooperației de Consum).
În anul 2013, Centrocoop avea organizații la nivelul fiecărui județ, la care erau afiliate mai mult de 1.000 de cooperative de consum.
În anul 2010, Centrocoop deținea numai în mediul rural peste 9.000 de spații comerciale.
Centrul Centrocoop, situat în strada Brezoianu din București a fost vândut în 2002 la o valoare subevaluată, afacerea fiind considerată în presă drept o escrocherie imobiliară.